# Pimpalgaon Malvi
Pimpalgaon Malvi är en ort i Indien.   Den ligger i delstaten Maharashtra, i den centrala delen av landet, 1 100 km söder om huvudstaden New Delhi.